# Venceslau Brás
Pour les articles homonymes, voir Wenceslau Braz et Braz.
Venceslau Brás (né le 26 février 1868 à São Caetano da Vargem Grande - mort le 15 mai 1966 à Itajubá) est un avocat et homme d'État brésilien, président de la République de novembre 1914 à novembre 1918. Son vice-président est Urbano Santos.
Il est principalement connu pour avoir engagé le Brésil aux côtés de l'Entente pendant la Première Guerre mondiale et être l'ancien président brésilien à avoir vécu le plus longtemps puisqu'il est décédé à l'âge de 98 ans. 
Quatre municipalités brésiliennes sont nommés d'après lui : Brazópolis et Wenceslau Braz au Minas Gerais, Wenceslau Braz au Paraná et Presidente Venceslau dans l'État de São Paulo. 